# Euroscoop
Euroscoop est une société belge d'exploitation de salles de cinéma. En 2017, le groupe exploitait 80 salles en Belgique et aux Pays-Bas.

## Histoire
En novembre 2005, le groupe ouvre un complexe dans le parc culturel C-Mine dans le cadre de la reconversion du charbonnage de Winterslag à Genk.
En 2010, le groupe Euroscoop reprend l'exploitation du complexe UGC de Louvain-la-Neuve fermé en 2008. L'accord entre Euroscoop, le groupe Klépierre et UGC porte sur 35 ans.
En novembre 2019, le groupe est racheté par le français Pathé.

## Belgique
- Acinapolis Jambes (12 salles)
- Cinéscope Louvain-la-Neuve (13 salles)
- Euroscoop Genk (10 salles)
- Euroscoop Lanaken (8 salles)
- Euroscoop Maasmechelen (11 salles)
- Siniscoop Sint-Niklaas (8 salles)

## Pays-Bas
- Euroscoop Maastricht (6 salles)
- Euroscoop Tilbourg (12 salles)
- Euroscoop Schiedam (11 salles)
- Euroscoop Amsterdam (12 salles)
- Euroscoop La Haye (Ouverture en 2020)